# Vologodskij rajon
Il Vologodskij rajon (in russo Вологодский район?) è un rajon dell'Oblast' di Vologda, nella Russia europea; il capoluogo è Vologda, esterna al territorio del rajon. Istituito il 15 luglio 1929, ricopre una superficie di 4.552 chilometri quadrati ed ospita una popolazione di circa 50.000 abitanti.